# Đắk Ha
Đắk Ha là một xã thuộc huyện Đắk Glong, tỉnh Đắk Nông, Việt Nam.

## Địa lý
Xã Đắk Ha nằm ở phía bắc huyện Đắk Glong, có vị trí địa lý:
- Phía đông giáp xã Đắk R'măng và xã Quảng Sơn
- Phía tây giáp thành phố Gia Nghĩa
- Phía nam giáp xã Đắk Plao
- Phía bắc giáp xã Quảng Sơn.

Xã Đắk Ha có diện tích 152,80 km², dân số năm 2019 là 9.628 người, mật độ dân số đạt 63 người/km².

## Hành chính
Xã Đắk Ha được chia thành 6 thôn: 3, 4, 5, 6, 7, 8 và 2 bon: Kon Hao, Ting Wel Đăng.

## Lịch sử
Trước đây, Đắk Ha là một xã thuộc huyện Đắk Nông, tỉnh Đắk Lắk.
Ngày 27 tháng 6 năm 2005, huyện Đắk Nông được chia thành hai đơn vị hành chính là thị xã Gia Nghĩa và huyện Đắk Glong, xã Đắk Ha thuộc huyện Đắk Glong như hiện nay.